# 여왕개미

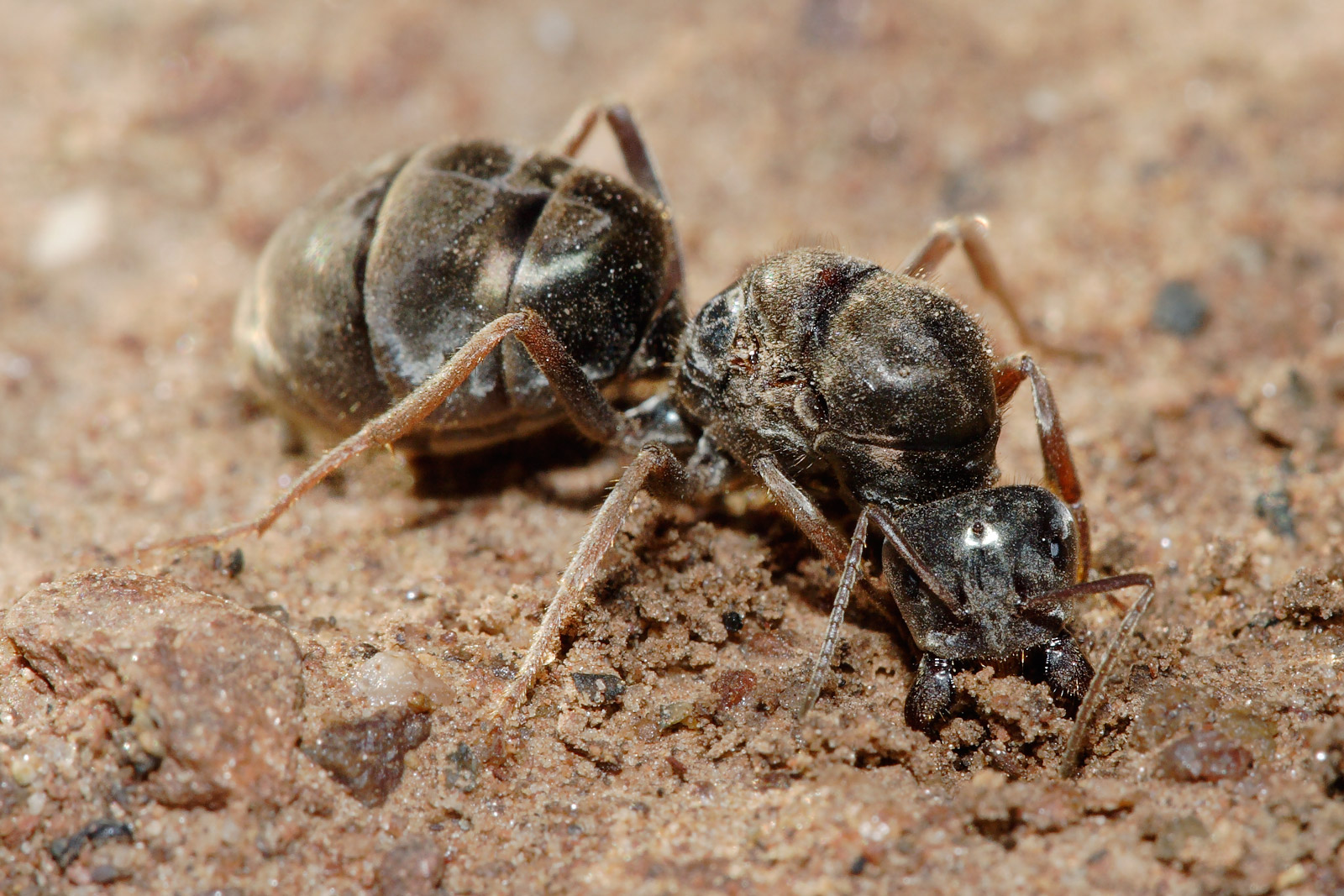
수정된 고기개미의 여왕이 군락을 세우기 위해 둥지를 파는 모습

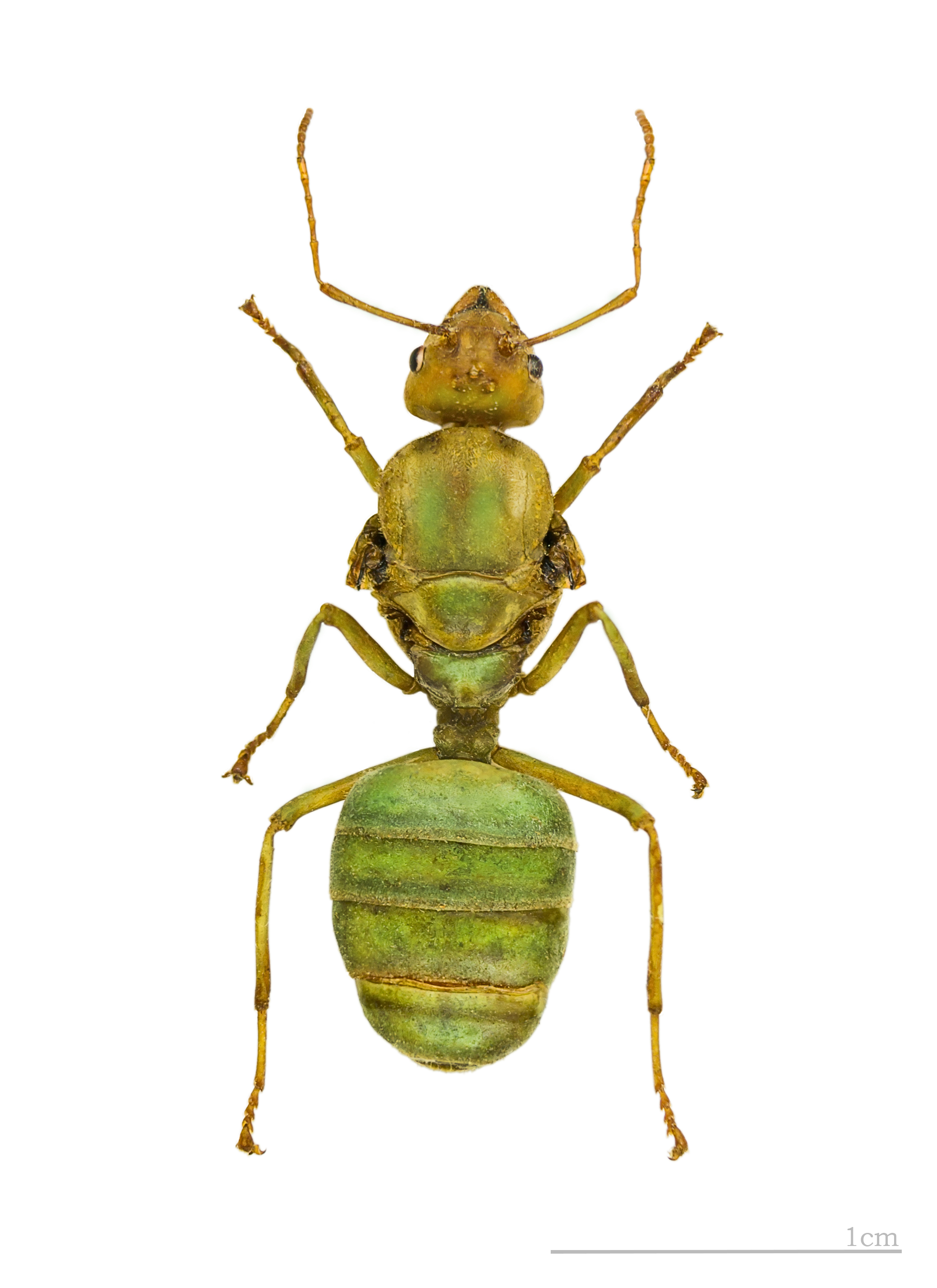
Oecophylla smaragdina

여왕개미는 개미 군락에서 알을 낳는 암컷을 이르는 말이다. 대부분의 군락에서는 여왕개미가 개미 군락내의 모든 개미들의 어머니이다. 여왕개미와 일개미는 모두 암컷이지만, 여왕개미는 애벌레일 때 일반 애벌레들과는 다른 먹이를 먹어서 여왕으로 성장한다. 대부분의 종에서는 여왕개미가 한 마리뿐이나, 몇몇 종에서는 여왕개미가 수백에 달하기도 한다.

## 특징
여왕개미의 수명은 수 년에서 10년 이상이며 혼인비행에서 수개미로부터 받은 정자를 저정낭에 모아놓고, 산란할 때마다 꺼내 사용한다. 다만, 정자를 이용하지 않고서 알을 낳기도 하는데(처녀생식), 이렇게 낳은 미수정란은 수개미가 된다.
여왕개미와 일개미는 유전적으로는 똑같은 암컷이다. 다만 어려서 차세대 여왕개미로 선택된 개미는 다른 개미보다 훨씬 많은 양의 음식을 제공받아, 크고 강하게 자랄 뿐이다. 그렇게 일단 여왕이 되면 똑같이 암컷으로 태어난 다른 일개미들을 부리며 홀로 번식할 수 있는 영광을 누린다. 그러나 일개미들이 알을 낳지 않는 이유는 그들의 생식 기관이 발달하지 않아서가 아니라 여왕개미가 그들이 알을 낳지 못하도록 화학적으로 조절하기 때문이다. 이른바 여왕물질(Queen substance)이라는 일종의 페로몬을 분비하여 생식기능이 발휘할 수 없도록 통제하는 것이다. 그리하여 일개미는 여왕이 낳은 알을 키우는 육아와 집안 살림을 담당한다. 다만, 여왕개미가 죽은 경우, 또는 여왕물질의 힘이 미치지 못하는 변두리 지역인 경우, 일개미의 여성성이 회복돼 일개미들이 몰래 알을 낳기도 한다. 일개미가 낳은 알은 수개미와의 교배 없이 낳은 미수정란이므로, 수개미로 자란다. 그러나 일개미가 낳은 알은 다른 일개미가 발견한 경우, 그 다른 일개미가 먹어버린다.
여왕개미가 다른 개미들과 해부학적으로 특별히 다른 것은 없으나, 일개미보다 크기가 더 크다. 또한, 여왕개미는 혼인 비행전에는 날개를 가지고 있는데, 이 날개들은 여왕개미가 스스로 떼어내거나 나중에 일개미들이 발생할 때 그 일개미들이 떼어낸다.
여왕과 수개미에는 날개가 있어「날개개미」라 불린다. 새 여왕과 수개미는 집에서 날아올라가서 공중에서 교미하는데(혼인 비행), 새 여왕은 적당한 땅에 내려와 날개를 떼어버리고 흙의 틈새로 들어가서 산란을 하여 일개미를 키운다. 일개미가 자라면 콜로니가 형성되어 육아 등의 일은 일개미가 분담한다.

## 생애

### 성충이 되기 전
성충이 되기 전에는 여왕개미도 다른 개미들과 마찬가지로, 알, 애벌레, 번데기의 과정을 거친다. 먹을 것이 부족할 때에는 모든 애벌레가 일개미로 성장하나먹이가 풍족할때에는 몇몇 애벌레가 먹이를 더 받게 된다. 이 애벌레들이 생식기능을 가진 개미로 탈바꿈하게 된다.

### 혼인 비행직전과 직후
어느 따뜻하고 습한 날에, 여왕개미들과 수개미들이 둥지를 떠나서 새로운 군락을 새우고자 혼인 비행을 하게 된다. 이때 같은 종의 군락들은 대부분 한날 한시에 여왕개미와 수개미들을 내보낸다. 차기 여왕개미들은 멀리 날아가서 수개미에게 정자를 받고(이때 여러 수개미과 짝짓기를 할 수도 있다)땅에 착륙하여 군락을 세운다. (결혼비행 후 날개는 떨어진다.)
간혹 혼인비행을 하지 않는 개미 종도 있는데, 이 종들은 수정된 여왕개미가 몇마리의 일개미를 거느리고 다른 지역으로 가서 군락을 세운다.

### 군락에서
군락이 세워지면, 여왕개미는 알 낳는 것만을 한다. 군락이 세워지고 나서는 여왕개미의 삶에 특별한 변동이 없으며, 여왕개미는 알을 낳다가 죽게 된다.

## 군락에서의 역할
여왕개미는 '여왕'이라는 이름과는 달리, 실제 군락의 지배자가 아니고 자신의 생각을 일개미들에게 강요할 수도 없다.

## 같이 보기
- 여왕벌